# Plagiohammus rubefactus
Plagiohammus rubefactus là một loài bọ cánh cứng trong họ Cerambycidae.